# أحمد خان
أحمد خان بن محمد حسن خان بن أسد الله خان بن إسماعيل خان بن علي شاه ويردي خان الثاني بن الحسين خان الثاني بن احمد منوجهر خان بن الحسين خان الأول الأكبر العلوي.
يُعتبر أحد الأمراء اللر من عائلة خانات لرستان المشاركين في أزمة الخلاف على عرش لورستان عام 1839م جراء وفاة الخان محمد حسن خان العلوي، وأحد الولاة اللر الذين نالوا اعتراف محدود أو جزئي.

## حياته
أحمد خان وكباقي إخوته الأمراء أبناء الحاكم محمد حسن خان كانوا طموحين بخلافة والدهم حسن خان في الحكم وخصوصاً أواخر أيام حياته، وكان كل منهم يرى نفسه الأحق في الحكم، ذلك أدى إلى احتقان في البلاط اللري بلغ ذروة انفجاره عام وفاة عاشر حكام بلاد اللور (1839م).
فبوفاة حسن خان سرعان ما قامت حرب داخلية بين الأمراء للاستحواذ على حكم بشتكوه (مركز أقاليم اللر).

## حرب 1839م وفترة حكمه
نشب القتال بين مناصري كل من الأمير علي خان (أكبر أبناء الوالي حسن خان) والأمير حيدر خان (الذي أصبح في نسله الحكم حتى سقوط لرستان عام 1930م) والأمير أحمد خان.
ونتيجة لهذه الحرب انخفضت الحالة الاقتصادية للمناطق المتأثرة بالقتال وتأثرت العديد من المناطق اللرية بهذه الحرب بشكل مباشر.
إنتهى القتال بتدخل الحكومة القاجارية (التي أرادت قيام الحرب لتقليل سلطة منصب والي لرستان شبه المطلقة)، حيث تم تنصيب شقيق الأمراء عباس قلي خان كحاكم على ولاية بشتكوه
أما الأمراء المتنازعين فقد استحوذ كل منهم على عدة مناطق.
حيث أصبحت كل من مناطق وقرى ومقاطعات قبائل ملكشاه، اركواز، ميشخاص، پولي و پنچستون تحت إدارة الأمير حيدر خان.
في حين أصبحت كل من مقاطعات كردالي، شوهان و كايدخرده تحت إدارة الأمير علي خان.
أما مناطق وقصبات خزل، شيروان وچرادول فأصبحت تحت إدارة الأمير أحمد خان.
ودعى كل منهم نفسه بلقب (الوالي) بمن فيهم الأمير أحمد خان وذلك لوقوع كل المناطق المذكورة ضمن إقليم بشتكوه.
اما رسمياً؛ فقد نصبت حكومة الشاه في طهران الوالي عباس قلي خان بن حسن خان حاكماً على بشتكوه، وبعد عزله نصبت شقيقه علي خان الذي أُجبِر فيما بعد على التنازل عن الحكم بسبب نزعته الاستقلالية، ونُصِب بدلاً عنه شقيقه حيدر خان ثم صار الحكم في نسل الوالي حيدر خان حتى سقوط لرستان عام 1930م.

## وفاته
غير معروف بالتحديد عام وفاة أحمد خان إلا أنه يرجح تاريخ وفاته بعد بداية النصف الثاني من القرن التاسع عشر أو نهاية النصف الأول، ومن المُحتمل أنه قد تم دفنه في النجف (كما هي العادة المتبعة في العائلة).
أما المقاطعات التابعة له فكان مصيرها كمصير باقي المقاطعات، فقد تقسمت بين ورثة الأمراء حتى اندمجت وانصهرت مرة أخرى في قوام ولاية بشتكوه التي رجعت موحدة تقريباً فترة حكم حسين قلي خان بن حيدر خان (1859م-1901م) وأبنه غلام رضا خان (1901م-1929م).